# HomePod (1.ª geração)
O HomePod (também chamado HomePod de 1ª geração ou HomePod original) foi um alto-falante inteligente desenvolvido pela Apple Inc. Primeiro produto da linha de alto-falantes inteligentes HomePod lançado pela empresa, ele foi projetado para funcionar com o serviço de assinatura Apple Music, o HomePod era vendido em duas cores: branco e cinza espacial. É vendido junto com o HomePod Mini, uma variante menor e mais barata lançada em 2020. Foi descontinuado em 12 de março de 2021 após o lançamento do HomePod mini, modelo mais barato e menor que o original.
O HomePod foi anunciado em 5 de junho de 2017, na Apple Worldwide Developers Conference  e recebeu críticas mistas: foi elogiado por seu design e qualidade de som em comparação com outros alto-falantes de seu preço, mas criticado por falta de suporte de terceiros e alto preço em comparação com outros alto-falantes inteligentes.

## Especificações e funcionamento
O HomePod tem formato arredondado e cilíndrico e possui uma pequena tela sensível ao toque na parte superior, as quais permitem controlar o volume, a reprodução das músicas e ativar a Siri.
A Siri pode ser usada para controlar o alto-falante e outros dispositivos HomeKit e pode ser usada para enviar mensagens de texto e chamadas de voz de um iPhone. O HomePod suporta  as próprias plataformas e tecnologias da Apple (como incluindo Apple Music e Apple Podcasts) e também alguns serviços de terceiros. O HomePod pode servir como uma soundbar em um sistema de entretenimento doméstico quando selecionado por meio de uma Apple TV. O HomePod não suporta oficialmente a entrada de áudio de fontes Bluetooth .
O AirPlay 2 e o suporte para várias salas e vários alto-falantes foram anunciados em fevereiro de 2018 e lançados em setembro de 2018 no iOS 12, juntamente com recursos adicionais, como timers simultâneos, os atalhos da Siri, a capacidade de criar, receber e exibir chamadas telefônicas diretamente no HomePod, a capacidade de pesquisar músicas usando as letras e o suporte multiusuário.